# 格列布利亞 (伊爾沙瓦區)
48°16′59″N 23°2′58″E / 48.28306°N 23.04944°E
格列布利亞（烏克蘭語：Гребля）是位於烏克蘭西部外喀爾巴阡州裏貝雷霍韋區的村莊，始建於1492年，面積3.95平方公里，海拔高度124米，2001年人口1,312，人口密度每平方公里332.32人。